# اچ‌ام‌اس تانتیوی (پی۳۱۹)
اچ‌ام‌اس تانتیوی (پی۳۱۹) (به انگلیسی: HMS Tantivy (P319)) یک زیردریایی بود که طول آن ۲۷۶ فوت ۶ اینچ (۸۴٫۲۸ متر) بود. این زیردریایی در سال ۱۹۴۳ ساخته شد.